# Thelia bimaculata
Thelia bimaculata är en insektsart som beskrevs av Fabricius. Thelia bimaculata ingår i släktet Thelia och familjen hornstritar. Inga underarter finns listade i Catalogue of Life.